# Thula
Ne pas confondre avec Thula ou Thila, ville du Yémen.
La thula (pluriel thulur) est un genre poétique médiéval, très fréquent dans la mythologie nordique. Il s'agit d'une énumération de noms propres, probablement à but mnémotechnique en vue d'une récitation orale. Ainsi, on y trouve beaucoup de figure de styles qui facilitent leur apprentissage :
- les allitérations : répétition d'une ou plusieurs consonnes
- les assonances : répétition d'un même son vocalique dans plusieurs mots proches
- les paronymies : rapport de deux mots dont les prononciations sont fort proches.

Il existe des thulur de noms de nains, de Valkyries, des mille noms d'Odin et même des thulur de noms de géants, d'animaux et d'armes (voir Nafnaþulur).

## Exemples

### Thula de noms de nains
Dans la Völuspá, la voyante qui fait son monologue donne une thula de noms de nains (strophes 11, 12 et suivantes) :
« Nýi oc Niði,
Norðri oc Suðri,
Austri og Vestri,
Alþiófr, Dvalinn,
Bívörr, Bávörr,
Bömburr, Nóri,
Án oc Ánarr,
Ái, Miöðvitnir.

Veigr oc Gandálfr,
Vindálfr, Þráinn,
Þekkr oc Þorinn,
Þrór, Vitr oc Litr,
Nár oc Nýráðr —
nú hefi ec dverga
— Reginn oc Ráðsviðr —
rétt um talða. »
« Nyi et Nidi,
Nordri et Sudri
Austri et Vestri
Althiof, Dvalin,
Bifur, Bofur,
Bombur, Nori,
On, Onar,
Oin, Miothvitnir,

Vig et Gandalf,
Vindalf, Throin,
Thekk et Thorin
Thror, Vitr et Litr,
Nar et Nyrad,
voici les nains
— Reginn et Radsvidr —
décomptés précisément. »
Dans son roman Le Hobbit, l'écrivain britannique J. R. R. Tolkien reprend plusieurs de ces noms et les attribue à ses personnages de nains : Thorin, Balin, Dvalin, Fili, Kili, Dori, Nori, Ori, Óin, Glóin, Bifur, Bofur et Bombur. Ils se retrouvent tous, à l'exception de Balin, dans les thulur de noms de nains issus de la Völuspá. Le nom de Gandalf se retrouve aussi chez Tolkien, mais il est porté par un magicien.

### Thula de noms de Valkyries
La strophe 36 des Grímnismál nous fourni une thula de noms de Valkyries :
« Hrist ok Mist
vil ek at mér horn beri,
Skeggjöld ok Skögul,
Hildr ok Þrúðr,
Hlökk ok Herfjötur,
Göll ok Geirölul,
Randgríðr ok Ráðgríðr
ok Reginleif;
þær bera Einherjum öl. »
« Hrist et Mist
Je veux qu'une corne elle m'apportent,
Skeggiold et Skogul,
Hild et Thrúd,
Hlokk et Herfiotur,
Goll et Geirahod,
Randgrid et Radgrid,
Et Reginleif,
Elles apportent la bière aux Einherjar. »